# Спинола, Джироламо
Джироламо Спинола (итал. Girolamo Spinola; 15 октября 1713, Генуя, Генуэзская республика — 22 июля 1784, Рим, Папская область) — итальянский куриальный кардинал, папский дипломат и доктор обоих прав. Титулярный архиепископ Лаодикеи с 13 апреля 1744 по 24 сентября 1759. Апостольский нунций в Кёльне с 23 апреля 1744 по 22 января 1754. Апостольский нунций в Швейцарии с 22 января по 8 ноября 1754. Апостольский нунций в Испании с 8 ноября 1754 по 24 сентября 1759. Кардинал-священник с 24 сентября 1759, с титулом церкви Санта-Бальбина с 15 декабря 1760 по 13 марта 1775. Кардинал-священник с титулом церкви Санта-Чечилия с 13 марта по 3 апреля 1775. Кардинал-епископ Палестрины с 3 апреля 1775.